# Kilómetro Cinco
Kilómetro Cinco är en ort i Mexiko.   Den ligger i kommunen Cumpas och delstaten Sonora, i den nordvästra delen av landet, 1 600 km nordväst om huvudstaden Mexico City. Kilómetro Cinco ligger 863 meter över havet och antalet invånare är 104.
Terrängen runt Kilómetro Cinco är kuperad åt nordväst, men åt sydost är den platt. Kilómetro Cinco ligger nere i en dal. Runt Kilómetro Cinco är det mycket glesbefolkat, med 2 invånare per kvadratkilometer. Närmaste större samhälle är Los Hoyos, 8,3 km söder om Kilómetro Cinco. Omgivningarna runt Kilómetro Cinco är i huvudsak ett öppet busklandskap.